# Magdalena Staniszkis
Magdalena Maria Staniszkis (ur. 1945) – polska architekt, urbanistka. Doktor habilitowany nauk technicznych, profesor Politechniki Warszawskiej.

## Życiorys
W 1969 r. ukończyła studia na Wydziale Architektury Politechniki Gdańskiej. Od 1988 r. jest adiunktem Pracowni Projektowania Miejskiego na Wydziale Architektury Politechniki Warszawskiej. W 1991 r. uzyskała doktorat, w 2015 r. – habilitację.
W 1992 r. zaczęła prowadzić własne biuro Pracownia Staniszkis Architekt. Za budynek biurowy Rodan Systems przy ul. Puławskiej zdobyła nagrodę ministra spraw wewnętrznych i administracji, a także otrzymała nominację do nagrody głównej w konkursie „Życie w Architekturze”. Jest współautorką planu ogólnego Warszawy (1979-1982) i główną projektantką planu zagospodarowania przestrzennego Śródmieścia Funkcjonalnego Warszawy (1979–1983).